# Lillian Bondo
Lillian Bondo (født 1953) er en dansk jordemoder (1984) og MPA (2008). Lillian Bondo var formand for Jordemoderforeningen fra 2001, og blev genvalgt 4 gange indtil hun i 2019 blev efterfulgt af Lis Munk. Bondo blev samme år valgt som formand for Nordisk Jordemoder Forbund. Hun har været ansat på Rigshospitalet, Juliane Marie Centret, siden 1984.

## Tillidsposter og medlemskaber
- medlem af Det Etiske Råd ( 2011 - 2016 )
- formand for Komiteen for Sundhedsoplysning [1]
- Formand for Jordemoderforeningen 2001 - 2019.
- Formand for Nordisk Jordmor Forbund NJF 2019 -
- Bestyrelsesformand i Foreningen for Ungdomsmodtagelser i Danmark

Lillian Bondo er i Kvinfos database og holder oplæg og foredrag om fødselskultur, jordemoderarbejdet, løn og arbejdsvilkår for jordemødre, sundhedssektorens udvikling, herunder jordemødres arbejdsfelt
Lillian Bondo er mor til fire – heraf én jordemoder, og bedstemor til flere børnebørn. Gift med Tage.
Lillian Bondo har dansk som modersmål, taler og skriver flydende engelsk, skriver noget og taler flydende fransk, taler, forstår og skriver noget tysk, og behersker norsk og svensk